# Vera (Almeria)
|  | No s'ha de confondre amb Bera. |

Vera és un municipi de la província d'Almeria. L'any 2006 tenia 11.159 habitants. La seva extensió superficial és de 58 km² i té una densitat de 192,4 hab/km². Les seves coordenades geogràfiques són 37° 15′ N, 1° 52′ O. Està situada a una altitud de 95 metres i a 92 quilòmetres de la capital de província, Almeria. Aquesta localitat ofereix set quilòmetres de platja (la de Port Rei i El Playazo) amb característiques úniques en el litoral mediterrani, internacionalment reconegudes amb banderes blaves per la qualitat i puresa de les seves aigües i la cura entorn que les envolta. Prop de la costa també es troba la Llacuna de Port Rei, declarada recentment reserva natural.
| 1996  | 1998  | 1999  | 2000  | 2001  | 2002  | 2003  | 2004  | 2005   | 2006   |
| ----- | ----- | ----- | ----- | ----- | ----- | ----- | ----- | ------ | ------ |
| 6.453 | 6.695 | 6.926 | 6.930 | 7.351 | 7.970 | 8.717 | 9.504 | 10.439 | 11.159 |

## Instituts
Vera té dos instituts: L'institut Alyanub i l'institut El Palmeral.